# Girls & Boys (Good Charlotte)
Girls & Boys is een nummer van de Amerikaanse rockband Good Charlotte uit 2003. Het is de derde single van hun tweede studioalbum The Young & the Hopeless.
Het nummer gaat over meisjes die niet van jongens houden, en hen alleen maar voor geld gebruiken. Het werd in een aantal landen een klein hitje. In de Amerikaanse Billboard Hot 100 bereikte het nummer de 48e positie. In Nederland bereikte het de 12e positie in de Tipparade, en in Vlaanderen de 5e positie in de Tipparade.